# Храм Святого Сердца Иисуса (Херсон)

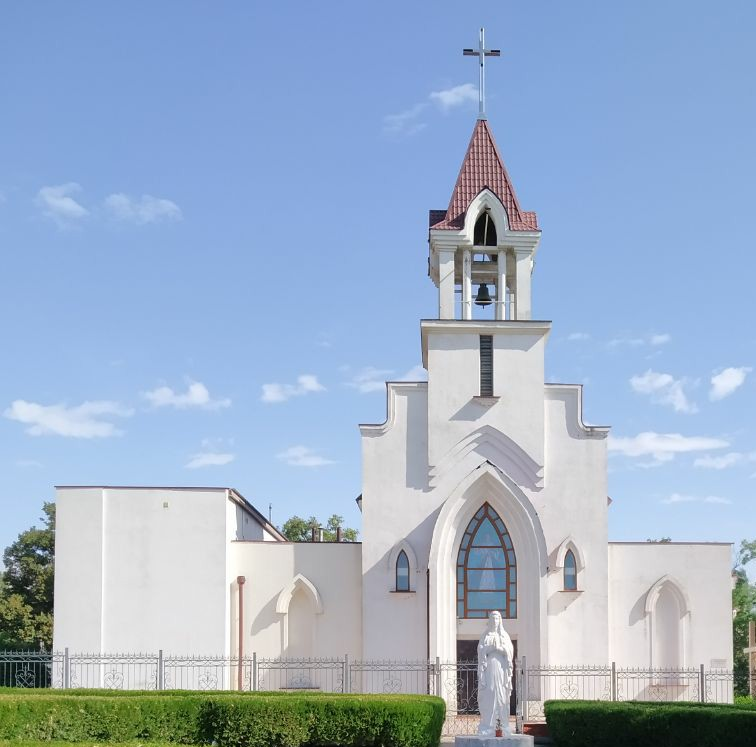
Храм Святого Сердца

Храм Святого Сердца Иисуса — католический храм в Херсоне, построенный в 1787 году на треугольной площади в северо-западной части купеческого предместья Херсона.

## История
В 1792 году по плану священника иезуитского ордена Елизума Шаца была построена глинобитная часовня, которую освятили именем Спасителя. Каменная церковь была возведена в 1820 году и освящена во имя святых Пия и Николая. Следующая реконструкция 1840 года — достройка каменного шпица. В 1855 году храм был назван церковью святого Антония.

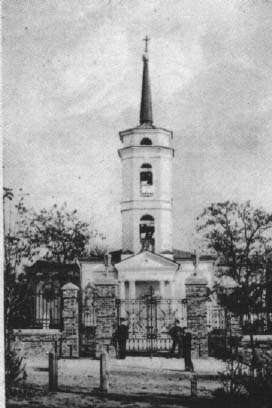
Вид храма в начале XX века

В 1849 году Херсон на короткое время становится центром римско-католической епархии (затем центр епархии был перенесён в Тирасполь, а ещё позднее в Саратов), в связи с этим храм получил статус кафедрального собора. В 1887 году, в ответ на просьбу католиков города, власти передали храму во владение всю треугольную площадь, которая была пересечением улиц Католической, Эрделевской и Грязной.
При храме была католическая церковная школа, а также общество пособия бедным католикам. В рядах общества были такие известные в Херсоне люди, как К. И. Квинто — городской архитектор, Г. К. Пачосский — известный ученый, основатель Естественно-исторического музея Херсонского губернского земства и другие.
После революции храм был закрыт. Лишь 2 мая 1922 года просьба прихожан о временном пользовании здания была удовлетворена. 12 февраля 1923 года между Херсонским советом рабочих и крестьянских депутатов и уполномоченным религиозного общества при римско-католическом костёле был заключён договор, который передавал католическому обществу Херсона в бессрочное и безвозмездное пользование здание костела. Однако, в 1931 году храм был снова закрыт.
В 1947 году здание церкви было перестроено в кинотеатр им. Павлика Морозова, который начал работу 1 мая 1957 года.
В 1991 году была воссоздана Каменец-Подольская епархия, в состав которой входила и Херсонская область. Тогда же в Херсоне был организован католический приход Пресвятого Сердца Иисуса Христа под началом отца Леона Малого. В 1992 году одно из помещений бывшего кинотеатра было передано католической общине для проведения богослужений в определенные дни. 23 марта 1994 эта часть здания полностью переходит католической общине.
В 2000 году городские власти сдают в аренду целое здание храма, и в июне 2005 года начинается реконструкция церкви, под управлением отца-настоятеля Артура Награбы. В настоящее время храм полностью возвращён верующим.